# Róbert Gátai
Róbert Gátai   () és un tirador d'esgrima hongarès, ja retirat, especialista en floret, guanyador d'una medalla olímpica.
El 1988 va prendre part en els Jocs Olímpics d'Estiu de Seül, on va disputar dues proves del programa d'esgrima. En la la prova del floret per equips guanyà la medalla de bronze, mentre en la del floret individual fou catorzè. Quatre anys més tard, als Jocs de Barcelona, fou quart en la prova del floret per equips.
En el seu palmarès també destaca una medalla de bronze en el Campionat del món d'esgrima de 1987 i una medalla d'or en les Universíades de 1985.